# Суздальские озёра
Су́здальские озёра (Па́рголовские озёра) — цепочка из трёх озёр на севере Санкт-Петербурга, протянувшихся от Поклонной горы к Парголово.

## Гидрология
- Верхнее озеро расположено севернее Поклонной горы. Средняя глубина 2,5—3 м (максимальная — 11 м), длина — 600 м, ширина — 450 м.
- Среднее озеро существенно меньше Верхнего — 400 м в длину, 250 м в ширину.
- Нижнее (Большое) озеро (как минимум до начала XIX века — озеро Паркола) — самое крупное из трёх озёр, имеет почти 2 км в длину и 600 м в ширину. Максимальная глубина около 4,5 метров, в северной стороне имеет отмель. С севера в него впадает река Старожиловка, а на западе из него вытекает река Каменка. Нижнее озеро соединено со Средним протокой, на небольшом участке заключённой в подземный коллектор. Разделяет их узкий перешеек длиной пару сотен метров. На участке юго-восточного берега длиной около 500 м расположено Шуваловское кладбище. В отличие от Верхнего и Среднего озёр пляжи на этом озере отсутствуют.

В древности представляли собой единое ледниковое озеро Паркола (отсюда топоним Парголово), по берегам которого рос сосновый лес. В позднем средневековье здесь располагались редкие православные карельские деревни, население которых занималось земледелием (рожь, овёс, лён) и рыболовством. В 1746 году эти земли вместе с озёрами получил во владение граф Шувалов. Суздальские озёра получили своё название от Суздальской Слободы (1-го Парголова), в которой жили переселенцы из Суздальского уезда Владимирской губернии, привезённые для обустройства обширных имений графов Шуваловых. Сначала только большое Нижнее озеро называлось Суздальским, а местность вокруг первых двух озёр была покрыта отборным строевым лесом. И только когда в этих местах была проложена линия Финляндской железной дороги, местность вокруг первых двух озёр начала обживаться и застраиваться дачами. Эти два озера тоже стали называться Суздальскими. Озёра в свою очередь дали название и району Озерки.
Суздальские озера относятся к водоемам городского ландшафта Санкт-Петербурга (группа 10), для которых характерен высокий уровень антропогенного воздействия.
Высота уровня воды в озерах составляет 21-22 метра. Озера имеют родниковое питание, на что указывают температурные замеры, высокая самоочищаемость воды, её химический состав и геологическое строение. Область питания родников приурочена к Озерковско-Парголовской гряде .
В озёрах водятся окуни, ерши, плотва. В среднем озере обнаруживаются двустворчатые моллюски и раки.
В настоящее время озёра представляют собой зону отдыха горожан. На берегу имеются пляжи, однако чистота озёрной воды вызывает опасения.

## Фауна

### Орнитофауна
Суздальские озёра являются важным местом для гнездования, остановок во время миграций и летнего пребывания около 20 водоплавающих и околоводных птиц. Наибольшим видовым разнообразием, особенно в отношении гнездящихся и токующих птиц, отличается Нижнее Суздальское озеро, в частности устье впадающей в него реки Старожиловки.
На основе исследований 1997–2008 годов орнитофауна Суздальских озёр включает в себя значительное число видов, разделяемых на гнездящихся, вероятно гнездящихся, а также встречающихся в период миграций и летовки. К стабильно гнездящимся на всех трёх озёрах видам относятся чомга (Podiceps cristatus), кряква (Anas platyrhynchos) и речная крачка (Sterna hirundo). Преимущественно на Нижнем озере и в устье впадающей в него реки Старожиловки было подтверждено гнездование гоголя (Bucephala clangula), красношейной поганки (Podiceps auritus), озёрной чайки (Larus ridibundus) и, до 2000 года, малой чайки (Larus minutus). В этой же локации к вероятно гнездящимся были отнесены бекас (Gallinago gallinago), чибис (Vanellus vanellus) и травник (Tringa totanus), а также отмечались токующие самцы выпи (Botaurus stellaris) и коростеля (Crex crex). 
В период миграций и летнего пребывания на акватории озёр регистрировались белощёкая казарка (Branta leucopsis), свиязь (Anas penelope), чирок-свистунок (Anas crecca), длинноносый крохаль (Mergus serrator), большой улит (Tringa nebularia), турухтан (Philomachus pugnax) и чёрная крачка (Chlidonias niger), тогда как сизая (Larus canus) и серебристая (Larus argentatus) чайки в незначительном количестве присутствовали постоянно.

### Зообентос
Зообентос Суздальских озёр отличается слабым количественным развитием и низким видовым разнообразием. Доминируют полисапробные (устойчивые к загрязнению) виды, такие как малощетинковый червь Limnodrilus hoffmeisteri и личинка комара Chironomus plumosus. Количественные показатели для озер городского ландшафта варьируются в следующих пределах: численность составляет 80–1080 экз/м² в центре и 1080–8920 экз/м² в прибрежной зоне (литорали), а биомасса — 1,02–3,10 г/м² и 0,64–3,42 г/м² соответственно. Ориентировочная годовая продукция сообщества в этих водоемах оценивается в диапазоне от 1,5 до 25 гС/м², что свидетельствует об упрощении видовой и трофической структуры зообентоса под влиянием загрязнений.

## Благоустройство
В 2024 году в Санкт-Петербурге завершилось масштабное благоустройство Суздальских озер, превратившее их в одно из крупнейших современных общественных пространств города. Работы, начатые в 2020 году, проводились поэтапно с активным участием жителей.
В результате на всех трех озерах была создана комплексная инфраструктура: пляжи, спортивные и детские площадки, пешеходные дорожки и зоны отдыха. Каждое озеро получило свою функциональную специализацию: Верхнее — для пляжного отдыха, Среднее — для активного досуга на воде, Нижнее — для уединенных прогулок.